# Hraběnka Marica
Hraběnka Marica (německy Gräfin Mariza) je opereta o třech aktech, kterou zkomponoval maďarský skladatel Emmerich Kálmán na libreto v německém jazyce od Juliuse Brammera a Alfreda Grünwalda. Premiéru měla 28. února 1924 v Theater an der Wien.

## Hlavní postavy
| Postava                                         | Hlasový obor |
| ----------------------------------------------- | ------------ |
| Hraběnka Marica                                 | soprán       |
| Kníže Populescu                                 | baryton      |
| Baron Kolomán Zsupán                            | tenor        |
| Hrabě Tassilo von Endrödy - Wittemburg          | tenor        |
| Lisa, jeho sestra                               | soprán       |
| Kněžna Božena Guddenstein zu Clumetz, jeho teta | alt          |
| Penižek, její komorník                          | hovoří       |
| Karl Stefan Leibenberg                          | bas          |
| Tschekko, Maricin služebník                     | hovoří       |
| Manja, mladá cikánka                            | soprán       |
| děti z vesnice, hosté, tanečnice, cikáni        |              |

## Děj

### 1. Akt
Bohatá hraběnka Mariza si užívá života, zatímco hrabě Tassilo von Endrödy – Wittenburg se stará o její majetek. Tassilo musel prodat svůj majetek, aby splatil dluhy svého otce, a proto se nyní vydává za obyčejného správce jménem Bela Törek. Doufá, že si jako správce vydělá dost peněz na věno pro svou sestru Lisu, která o finančním úpadku rodiny neví.
Nečekaně přijíždí Marica na venkov s přáteli – mezi nimi je i Tassilova sestra Lisa. Hraběnka zde oznámí, že se zasnoubí s baronem Kolománem Zsupánem. To se ale nelíbí knížeti Populescovi, který by si Maricu rád vzal. Marica ovšem své zasnoubení pouze předstírá, aby se zbavila nechtěných nápadníků. Proto je v šoku, když se skutečný baron Kolomán Zsupán na statku objeví. Přizná mu, že si ho vymyslela jen jako záminku, aby měla klid.
Tassilo se cítí odstrčený. Marica se ale dozvídá od cikánky Manji proroctví, že se do čtyř týdnů zamiluje do pravého gentlemana. Rozhodne se proto neodjet do města, ale zůstat na statku.

### 2. Akt
O čtyři týdny později:
Lisa zůstala s Maricou, ale na přání bratra neprozradila svou pravou identitu. Mezitím si Zsupán uvědomí, že u Marici nemá šanci, a začne se sbližovat s Lisou. Tassilo a Marica k sobě postupně nacházejí cestu, ale nakonec se opět pohádají.
Když se Marica od Populesca dozví, že Tassilo prý usiluje jen o její bohatství a navíc má slabost pro Lisu, cítí se podvedená a veřejně ho poníží. Tassilo je vyhozen a Marica teprve tehdy zjistí, že její správce je ve skutečnosti hrabě a Lisa jeho sestra.

### 3. Akt
Následujícího rána se situace obrátí k lepšímu díky Tassilově tetě, kněžně Guddenstein zu Clumetz. Od Tassilova přítele se dozvěděla o jeho finanční tísni a tajně odkoupila jeho rodový majetek zpět. Tassilo se tak znovu stává rovnocenným Mariciným partnerem a oba si konečně mohou vyznat lásku. Také Zsupán s Lisou a Populescu s kněžnou Guddenstein nacházejí své štěstí.